# Sint-Hippolytuskerk (Delft)
De Sint-Hippolytuskerk was een rooms-katholieke kerk aan de Voorstraat in de stad Delft, in de Nederlandse provincie Zuid-Holland. De neogotische kerk werd in 1884-1886 gebouwd naar een ontwerp van P.J.H. Cuypers en werd in 1974 gesloopt.

## Naamgeving
Zoals bij veel katholieke kerken die in de negentiende eeuw gebouwd werden, was ook de naam Sint-Hippolytuskerk een verwijzing naar de tijd van vóór de reformatie. Sint Hippolytus was namelijk niet alleen patroon van Delft, maar ook de patroon van de Oude Kerk totdat deze protestants werd.

## Geschiedenis

### Reformatie en de eerste schuilkerk
De oorspronkelijke Hippolytuskerk was de Oude Kerk aan de Oude Delft. In 1573, tijdens de reformatie, werd in Delft het katholicisme verboden. Het kerkgebouw werd in gebruik genomen voor de protestantse eredienst. De katholieken van Delft namen hun toevlucht op het Bagijnhof. De begijnen waren geen formele kerkelijke organisatie, zoals kloosters en parochies dat wel zijn. Zodoende werden zij niet onteigend en bleven zij beschikken over hun gebouwen en middelen van bestaan. In 1743 werd er een Hyppolytuskerkje ingewijd, een statie. Deze is later gefuseerd met de Maria en Ursulakerk aan de overzijde van het hofje en hield zodoende op te bestaan. Deze statie koos in de 18e eeuw voor de Oudkatholieke Kerk.

### Heroprichting Hippolytusstatie (1795)

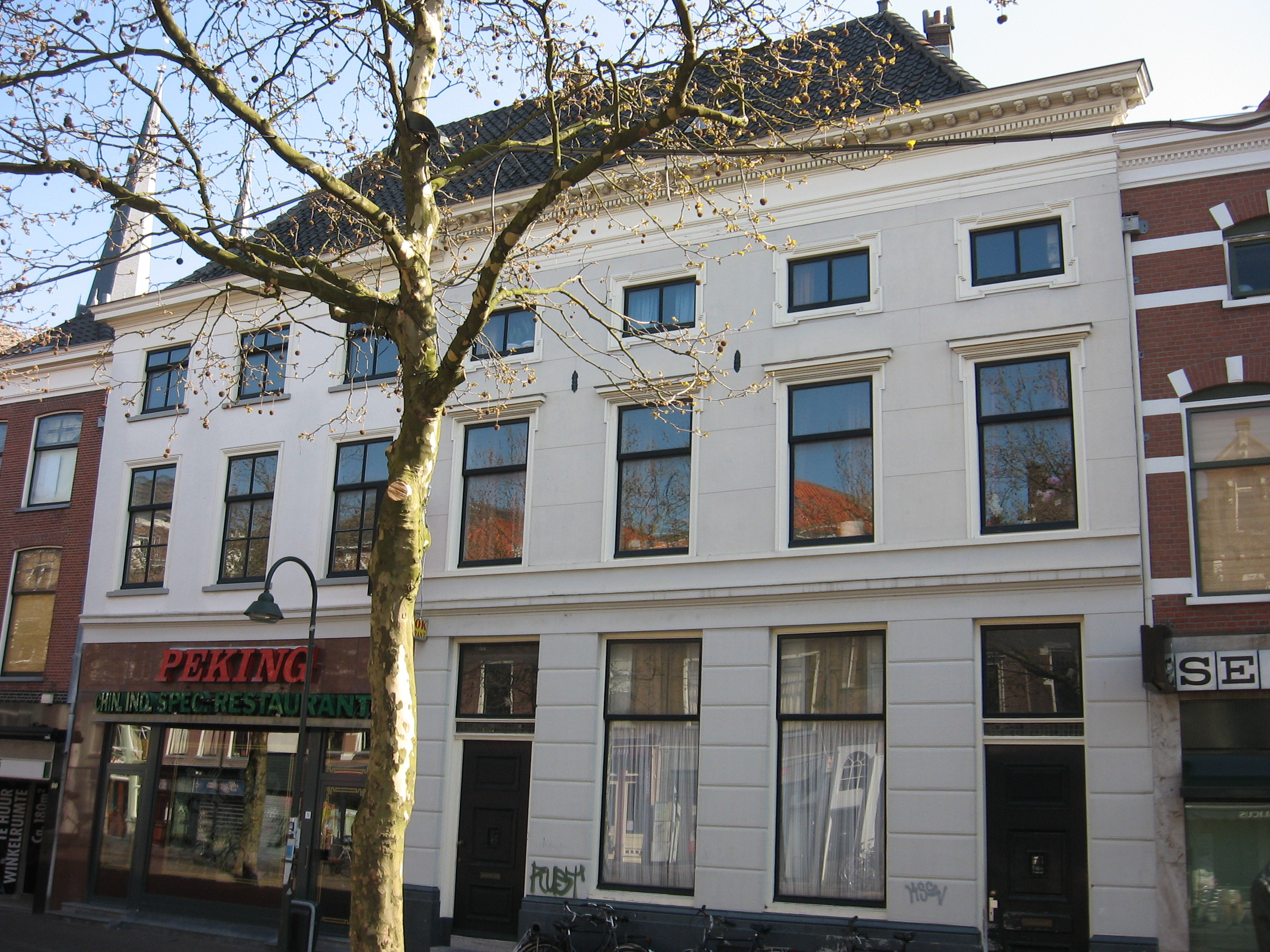
Brabantse Turfmarkt 76-78

In Delft was nog een tweede statie, gewijd aan Sint Jozef en gerund door franciscanen, op de plek waar later de Maria van Jessekerk zou verrijzen. Het toenmalige kerkgebouw was echter zeer klein, volgens de paters te klein voor de Delftse katholieken. In 1795 werd aan de Brabantse Turfmarkt 76-78 een oude brouwerij opgekocht die binnen twee maanden was verbouwd en in gebruik genomen kon worden als kerk. Dit was mogelijk geworden omdat de Franse bezetter godsdienstvrijheid had afgedwongen. Belangrijk is om op te merken dat deze kerk niet werd bediend door de franciscanen, maar door seculiere geestelijken. Aan de buitenkant was dit kerkje overigens nog steeds niet herkenbaar als kerk.

### Waterstaatskerk (1833)
Dat veranderde toen in 1833 plannen werden gemaakt voor een nieuwe kerk. Als architect werd George Nicolaas Itz aangesteld. Aan de westzijde van de Voorstraat werden ter hoogte van de Baljuwsteeg (nu huisnummers 45-49) twee panden aangekocht en afgebroken om ruimte te maken voor de nieuwbouw. In 1834 werden de fundamenten gewijd en in 1836 was de kerk voltooid en ingewijd door de wijbisschop Cornelis van Wijckerslooth. Deze kerk was nu groter dan de voorgaande schuilkerk aan de Brabantse Turfmarkt, maar nog steeds half zo groot als de waterstaatskerk van Sint Jozef die de franciscanen in 1834 hadden laten bouwen aan de Oude Langedijk ter vervanging van hun oude schuilkerk. Een zekere competitiedrang tussen deze twee kerken valt niet te ontkennen.

Voor de aanzet van de bouw van de uiteindelijke Hippolytuskerk waren een aantal factoren van belang. Ten eerste groeide de bevolking van Delft, en dus ook het katholieke volksdeel. Er was simpelweg meer kerkruimte nodig. Ten tweede kregen katholieken steeds meer vrijheid. Onder meer de vrijheid om zich te organiseren in kerkelijke structuren. Nadat in 1848 de godsdienstvrijheid in de grondwet was verankerd en in 1853 de bisschoppelijke hiërarchie was hersteld, werden in 1854 de dekenaten ingevoerd. De Hippolytuskerk werd aangewezen als hoofdkerk van het dekenaat Delfland. Tot dan toe kon de staat allerhande restricties opleggen. En ten derde, waren de franciscanen sinds 1875 alweer bezig een nieuwe en veel grotere kerk te bouwen, de huidige Maria van Jessekerk. Een nieuwe Hippolytuskerk was het antwoord.

### Neogotische kerk (1884)

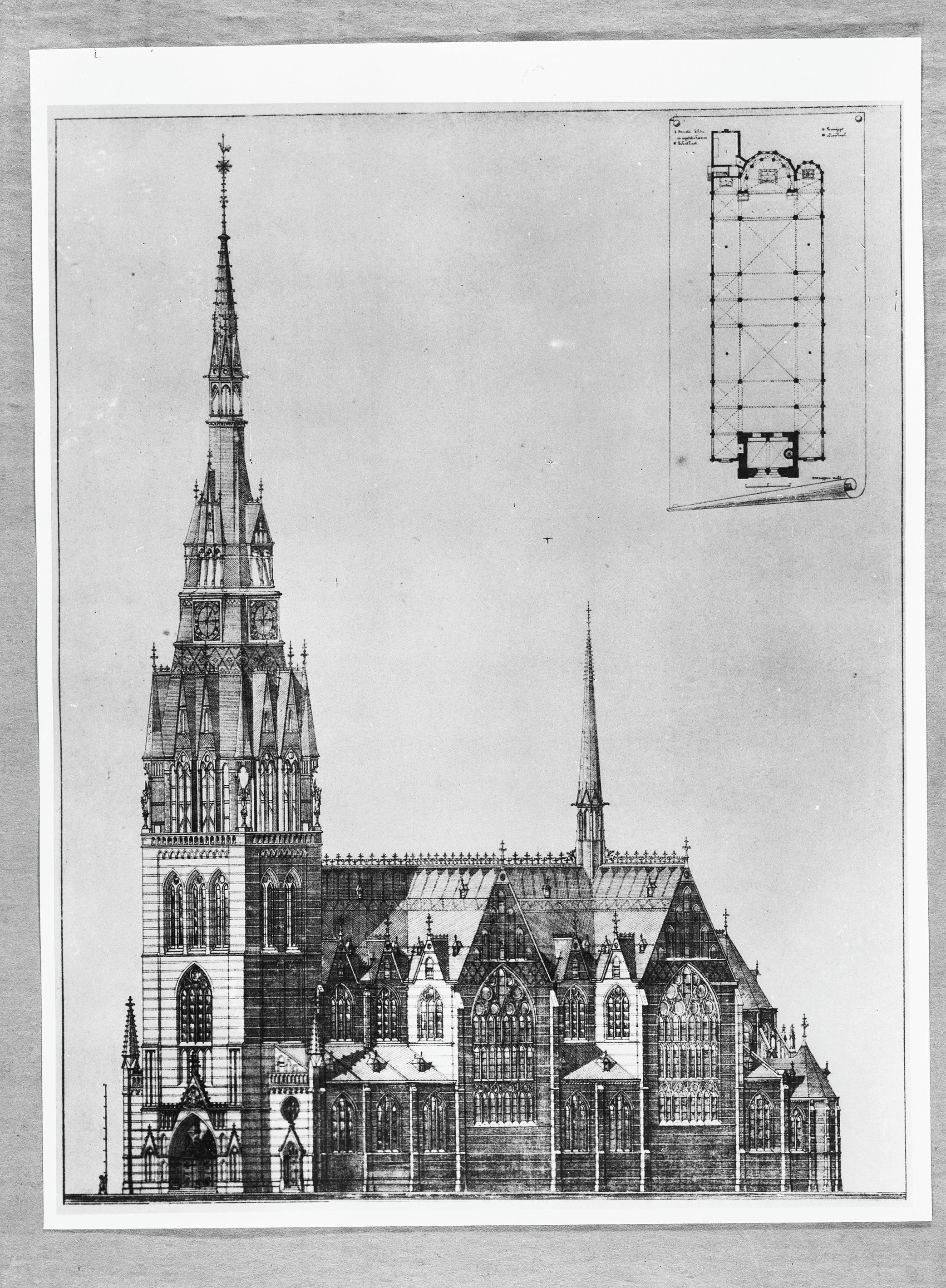
De ontwerptekening van Pierre Cuypers. Opvallend op deze tekening is de nooit voltooide torenspits. Rechtsboven is het grondplan getekend. Het grondplan is opgebouwd uit twee Griekse kruizen, net als de Westerkerk in Amsterdam.

De bouw van een nieuwe kerk werd mogelijk gemaakt door de rijke Hendrik van Berckel. Aan de overzijde van de Voorstraat bezat hij panden en terrein over de hele breedte van het blok, van de Voorstraat tot aan de Verwersdijk. Groot genoeg voor de bouw van een kerk die niet misstond tussen de andere kerken. In 1882 werd Pierre Cuypers aangesteld als architect. De bouw ving aan in 1884 en werd ingewijd in 1885. De kerk overtrof niet alleen de kerk van de Jozefparochie, maar deed ook niet onder voor de twee middeleeuwse kerken. Een eeuw lang zou deze kerk gezichtsbepalend zijn voor de skyline van Delft.

De bouw was evenwel nooit voltooid. De polychromie die voor het volledige interieur was uitgetekend werd alleen in het koor uitgevoerd. De toren zou met zijn spits net iets hoger worden dan de toren van de Nieuwe Kerk. Van deze toren is alleen het onderste deel voltooid. Toen vanaf de jaren zestig het aantal kerkgangers drastisch terugliep was het financieel niet meer haalbaar de kerk te behouden en uiteindelijk werd de kerk in 1974 gesloopt. Nu kan men op die plek enkel het toegangshek zien staan, en het dekenaatsgebouw dat naast de kerk stond en wat is omgezet naar onzelfstandige huurwoningen.

## Architectuur
Hoewel de kerk gebouwd was in neogotische stijl was de architectuur gebaseerd op die van de Westerkerk in Amsterdam; net als het voorbeeld was de Sint-Hippolytus een driebeukige basiliek met twee transepten.

## Parochie
Hoewel de Hippolytuskerk teruggaat tot 1795, werd parochie pas formeel in 1856 opgericht. Dit gebeurde tegelijk met de oprichting van de franciscaanse Jozefparochie, en zodoende beschikte Delft over twee parochies. Vanuit de Hippolytus werden in 1919 de Sacramentskerk en in 1931 de kerk van O.L.V. Onbevlekt Ontvangen gesticht. Tevens werden een ziekenhuis (19e eeuw) en een woningbouwvereniging (1912) opgericht, beide gewijd aan Hippolytus. De Broeders van Dongen kregen de zorg over het Oudemannenhuis en het Weesjongenshuis.

Toen de kerk sloot, werd de parochiegemeenschap samengevoegd met die van de Jozefkerk aan de Burgwal en gingen samen verder als Maria van Jessekerk. Een gedeelte van de parochianen van de Hyppolytuskerk wilde echter een eigen kerkgebouw en kochten daartoe een oud kapelletje aan, thans de Sint-Hippolytuskapel aan de Oude Delft.

Sint-Adelbertkerk · 
Kerk van het Allerheiligst Sacrament · 
Pastoor van Arskerk · 
Bethlehemkerk · 
Sint-Corneliuskapel · 
De Deur · 
H.H. Franciscus en Clarakerk · 
Génestetkerk · 
Sint-Hippolytuskapel · 
Sint-Hippolytuskerk · 
Hofkerk · 
Immanuëlkerk · 
Levend Water · 
Lutherse kerk · 
Maranathakerk · 
Maria van Jessekerk · 
Maria en Ursulakerk · 
Marcuskerk · 
Nieuwe Kerk · 
O.L.V. Onbevlekt Ontvangen · 
Ontmoetingskerk · 
Oosterkerk · 
Oude Kerk · 
Plaats van Samenkomst · 
Sint-Stanislaskapel · 
Vierhovenkerk · 
Waalse kerk · 
Westerkerk · 
Zuiderkerk